# Mamirolle
Mamirolle är en kommun i departementet Doubs i regionen Bourgogne-Franche-Comté i östra Frankrike. Kommunen ligger i kantonen Besançon-Sud som tillhör arrondissementet Besançon. År 2022 hade Mamirolle 1 974 invånare.

## Befolkningsutveckling
Antalet invånare i kommunen Mamirolle
Referens:INSEE